# Championnat d'Italie de rink hockey 1926
Navigation
Série A 1925 Série A 1927
L'édition 1926 du Championnat d'Italie de rink hockey est la 5e édition de cette compétition. Elle se conclut par la victoire de l'US Triestina en battant ses traditionnels rivaux du Sempione et du Milan.

## Équipes
- Milan Skating
- Sempione Milano
- US Triestina

## Équipe championne
- US Triestina : Pecorari, Canal, L. De Santis, Dorigo, Orlando, Cergol.

### Sources
- (it) Cet article est partiellement ou en totalité issu de l’article de Wikipédia en italien intitulé « Serie A di hockey su pista 1926 » (voir la liste des auteurs).